# Teemenaarus
Teemenaarus is een monotypisch geslacht van spinnen uit de  familie van de Cyatholipidae.

## Soort
- Teemenaarus silvestris Davies, 1978